# Psihologia crimei (serial)
Psihologia crimei este o serie de televiziune franceză creată de Fanny Robert și Sophie Lebarbier și difuzată prima dată pe 23 aprilie 2009 până în 27 august 2020 pe TF1. În România, seria este difuzată pe AXN.